# جودي فيلد كار
جودي فيلد كار هي عالمة موسيقى كندية، ولدت في 1938.